# Acerentulus berruezanus
Acerentulus berruezanus är en urinsektsart som beskrevs av Aldaba 1983. Acerentulus berruezanus ingår i släktet Acerentulus och familjen lönntrevfotingar. Inga underarter finns listade i Catalogue of Life.